# Hărbărie

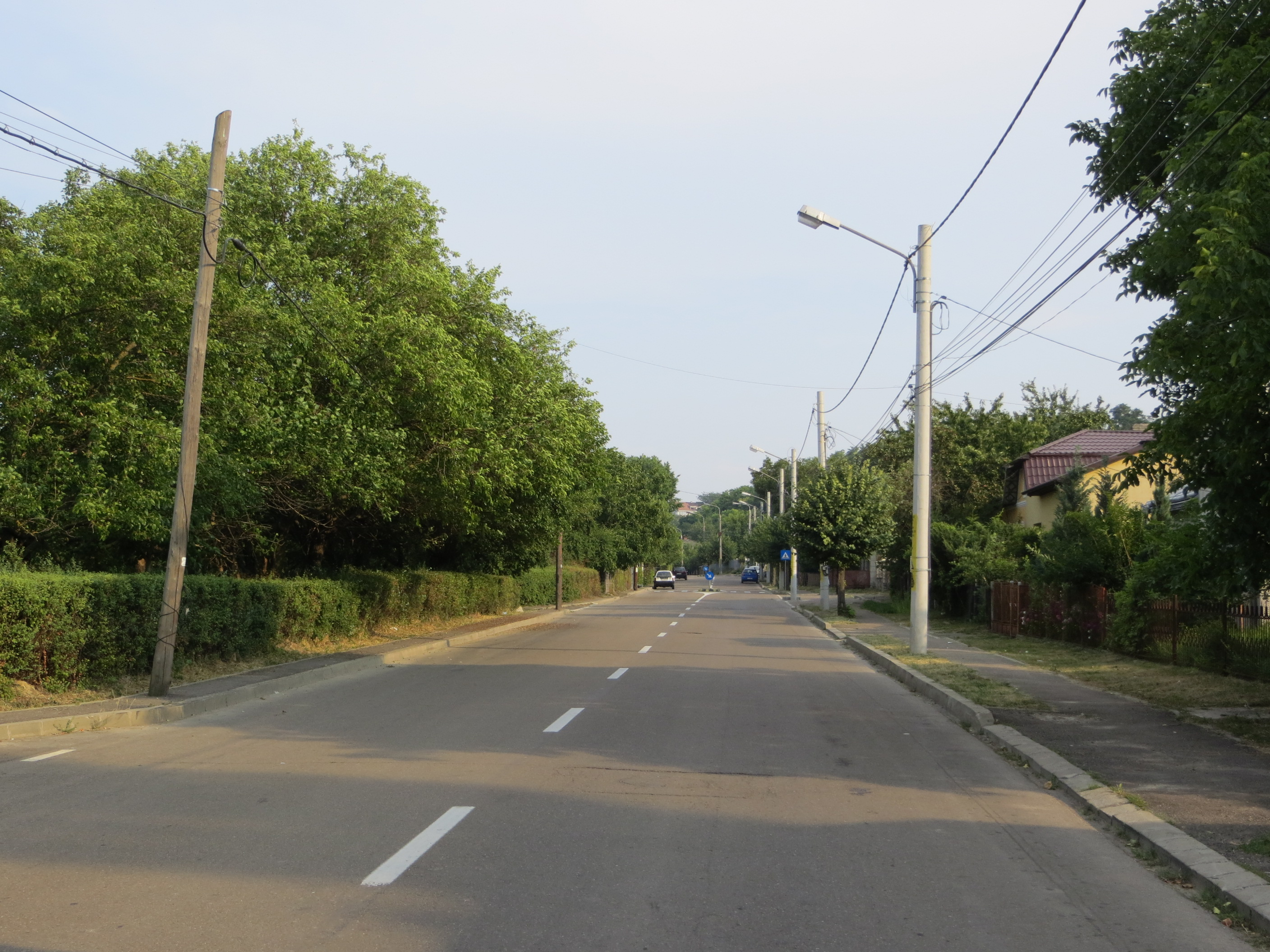
Strada Cernăuți străbătând Hărbăria

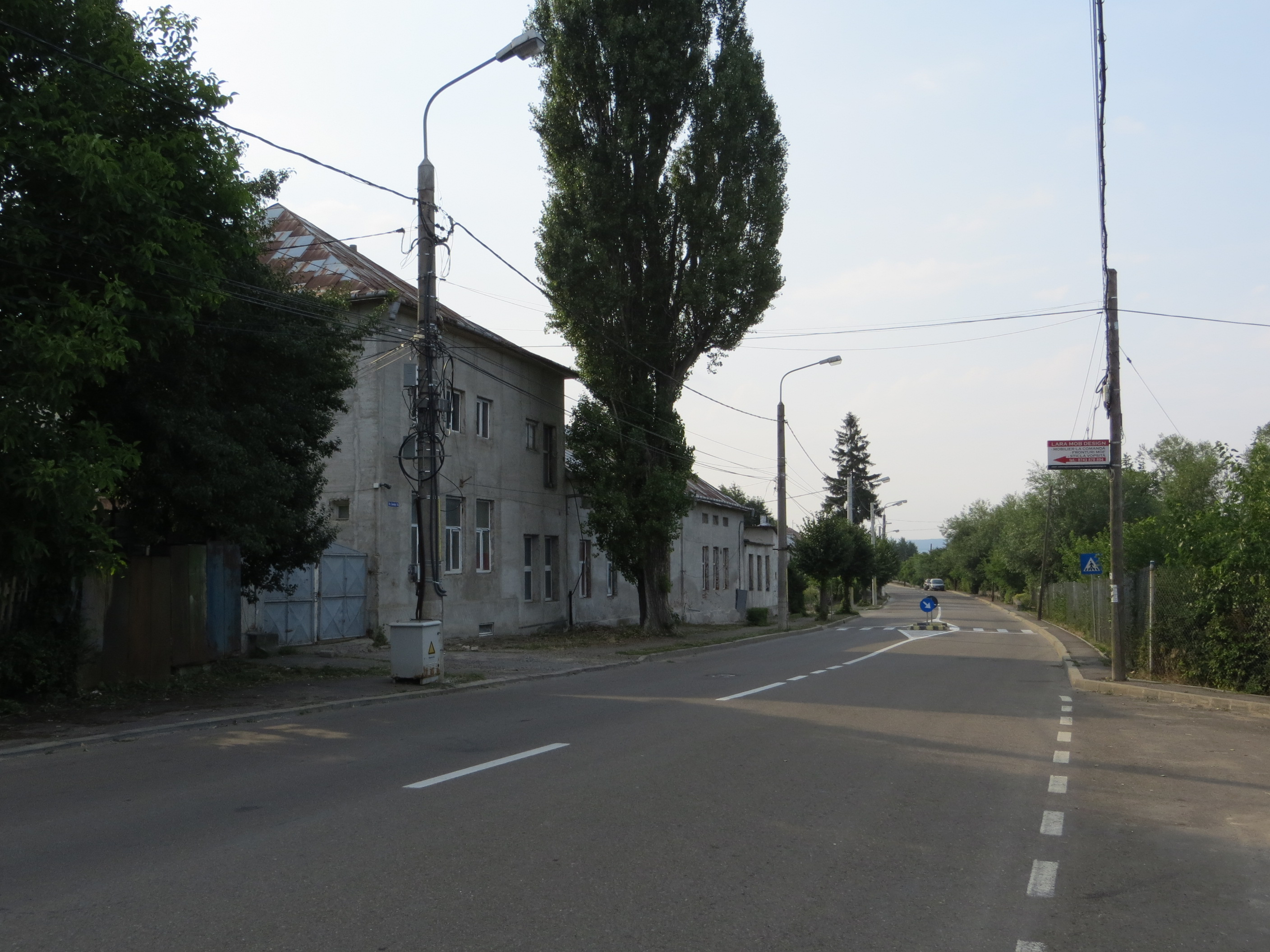
Clădiri la strada Cernăuți

Hărbărie (sau Ițcanii Vechi) este un cartier al municipiului Suceava, ce reprezintă o veche zonă cu case construite pe versantul nord-estic al dealului Zamca, către valea râului Suceava. Relieful cartierului este unul atipic, cu pante abrupte și mici platouri. Alunecările de teren constituie principala problemă în această zonă a orașului, în ciuda numeroaselor lucrări de consolidare a terenului.
Hărbăria Sucevei este străbătută pe lungime de strada Cernăuți (denumită Ilie Pintilie în perioada comunistă), arteră veche, ce face legătura între centrul orașului și cartierul suburban Ițcani. De asemenea, există o variantă rutieră cunoscută ca „Serpentine”, care leagă direct cartierul Zamca cu zonele joase ale orașului, din lunca Sucevei, și care este compusă din străzile Mihail Kogălniceanu, Mircea Șeptilici și Nicolae Labiș.
În Hărbărie se află Biserica Adormirea Maicii Domnului, lăcaș de cult ortodox ridicat în secolul al XVII-lea pe ruinele unei biserici mai vechi. În jurul acestui edificiu s-au dezvoltat Ițcanii Vechi, zona cunoscută astăzi ca Hărbărie. Dincolo de râul Suceava se află Ițcanii Noi, cartier mai cunoscut în prezent sub denumirea simplă de Ițcani.

## Vezi și
- Suceava

  Materiale media legate de Hărbărie la Wikimedia Commons